# التعليم من أجل التنمية المستدامة

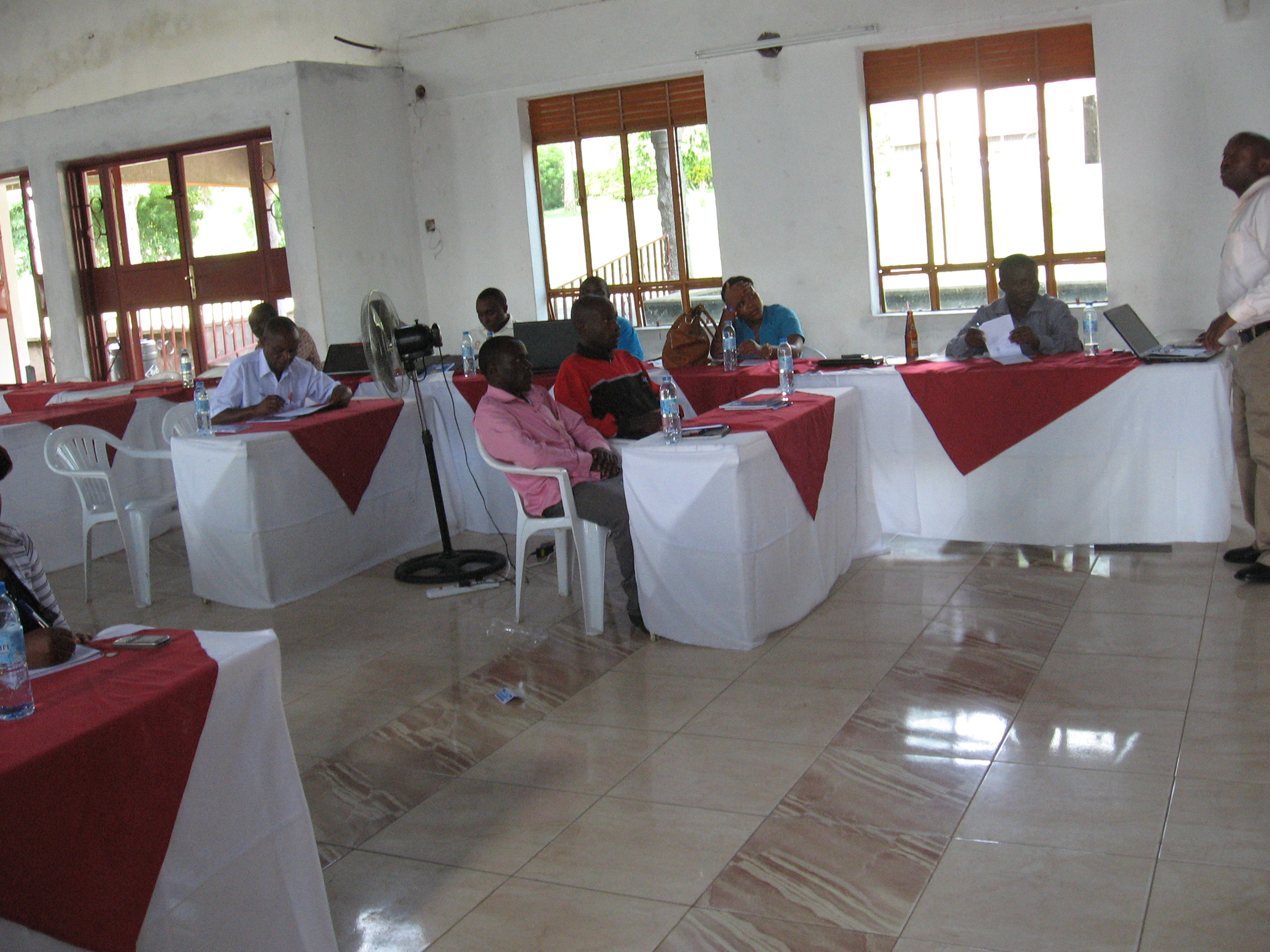

برنامج التعليم من أجل التنمية المستدامة هو إحدى برامج الأمم المتحدة يُعرف بالتعليم الذي يحث على تغيير المعرفة والمهارات والقيم والسلوكيات ليتيح للجميع مجتمع أكثر عدلاً واستدامة. يهدف البرنامج إلى اعداد وتمكين الأجيال الحالية والمستقبلية لسد احتياجاتهم من خلال نهج متوازن متكامل للتنمية المستدامة على الصعيد الاقتصادى، والاجتماعى والبيئى. ويعبر مصطلح التعليم من أجل التنمية المستدامة الأكثرشيوعًا على المستوى الدولى وفي الأمم المتحدة.
وتعد أجندة القرن الواحد والعشرين هي أول وثيقة دولية تنص على أهمية التعليم كسبيل أساسي لتحقيق التنمية المستدامة وتسلط الضوء على مجالات العمل من أجل التعليم .